# 반탁점
반탁점(일본어: 半濁点 한다쿠텐[*])은 일본어에서 반탁음을 나타내기 위해 가나의 우상단에 붙이는 기호이다. 모양은 '◌゚'이며, 일본 현지에서는 '마루'(まる) 라고도 불린다.
◌゚
원래 하나의 음이었던 ハ(하)행의 음과 パ(파)행의 음이 분화하여 별개의 음으로 확립되면서부터 쓰이게 되었다. 에도시대의 일부 계층에서 사용되었던 것이 시작이다.
또, 에도 방언에서 사용되던 ツァ(차)행의 음도 サ(사)행에 반탁점을 붙이는 것으로 표기하던 때가 있었다고 한다.
반탁점은 현대 가나 표기법에서는 반탁음에만 붙이지만, 예전의 가나 표기법에는 반드시 붙이는 것이 아니었다. 또, 학문상 비탁음을 표기하기 위해 이 기호를 사용하던 때도 있었다.
반탁점은 청음을 표기하기 위한 불탁점에서 변형되었다고 여겨진다.
| 일본어 점자    | －－ －●   |
| 일본 모스 부호 | ・・－－・ |

## 유니코드에서의 위치
| 기호 | 유니코드 | JIS X 0213 | 문자참조 | 명칭         |
| ---- | -------- | ---------- | -------- | ------------ |
| ゜   | U+309C   | 1-1-12     | &#12444; | 반탁점       |
| ﾟ    | U+FF9F   | 1-1-12     | &#65439; | 반탁점(반각) |

## 같이 보기
- 탁점